# 五马镇 (阆中市)
五马乡，是中华人民共和国四川省南充市阆中市下辖的一个乡镇级行政单位。

## 行政区划
五马乡下辖以下地区：
双庙社区、陈家沟村、油柿垭村、杨家垭村、东滩坝村、董家营村、长乐村、五马桥村、老土地村、钟家梁村、周家沟村、常家嘴村、东三教村、青山包村、罗家湾村和临溪村。